# Trichilia pallens
Trichilia pallens är en tvåhjärtbladig växtart som beskrevs av C. Dc.. Trichilia pallens ingår i släktet Trichilia och familjen Meliaceae. Inga underarter finns listade i Catalogue of Life.